# Умяров, Наиль Ренадович
Наи́ль Рена́дович Умя́ров (род. 27 июня 2000, Сызрань, Самарская область) — российский футболист, опорный полузащитник московского «Спартака».

## Клубная карьера
Начал заниматься футболом в пять лет в детской команде «Сызрань-2003», первый тренер — Виталий Захарович Вечкин. С 2009 года обучался в Академии футбола им. Коноплёва (Тольятти) у тренера Игоря Осинькина, с 2011 года — в академии «Чертаново» (Москва). 3 августа 2017 года дебютировал за «Чертаново» в первенстве ПФЛ в домашнем матче против «Динамо-2» (Санкт-Петербург). В сезоне 2017/18 сыграл 18 игр в первенстве ПФЛ и помог команде выйти в Футбольную национальную лигу. В осенней части первенства ФНЛ 2018/2019 сыграл 20 игр и забил 2 гола.
4 января 2019 года вместе с одноклубником Максимом Глушенковым перешёл в московский «Спартак». 11 марта 2019 года дебютировал за фарм-клуб «Спартак-2» в матче первенства ФНЛ против петербургского «Зенита-2» (1:1), выйдя в стартовом составе. 17 марта 2019 года дебютировал за основной состав «Спартака» в матче РПЛ против «Зенита» (1:1), выйдя на замену на 85-й минуте вместо Дениса Глушакова. 3 декабря 2019 года Умяров стал победителем в голосовании на приз «Первый шаг» и признан лучшим дебютантам Российской премьер-лиги по итогам 2019 года.
27 октября 2021 года продлил контракт со «Спартаком» до 1 июля 2026 года. Первый мяч за московский клуб и в чемпионате России забил 7 ноября 2021 года в матче против московского «Локомотива» ударом из-за пределов штрафной. 31 июля 2023 года в матче чемпионата России против «Балтики» (2:1) Умяров провёл свой 100-й матч за «Спартак». 5 октября 2024 года в матче против «Ростова» (3:0) забил свой второй мяч за «Спартак» в чемпионатах России, спустя почти три года после первого. 1 декабря 2024 года в матче против «Краснодара» (3:0) Умяров провёл свой 150-й матч за клуб, став самым молодым игроком в XXI веке, достигшим этой отметки (24 года 5 месяцев 3 дня). 6 апреля 2025 года второй раз в сезоне забил в игре против «Ростова» (3:0), на этот раз ударом головой. Как и в матче первого круга гол Умярова стал победным. Таким образом, в сезоне 2024/25 Умяров забил в чемпионате России больше мячей, чем за всю карьеру до этого. 8 августа 2025 года «Спартак» продлил контракт с Умяровым до 2029 года.

## Карьера в сборной
С 2017 года выступал за юношеские сборные России до 17 и до 18 лет; являлся капитаном сборной России (до 19 лет).
В августе 2019 года был впервые вызван в молодёжную сборную России на матчи отборочного турнира чемпионата Европы 2021. 6 сентября 2019 года дебютировал в домашней игре против сборной Сербии (1:0). 15 ноября 2019 года забил первый мяч за молодёжную сборную России в матче отборочного турнира чемпионата Европы против молодёжной сборной Латвии (2:0). В марте 2021 года принимал участие на молодёжном Чемпионате Европы 2021, где сыграл все три игры группового этапа с молодёжными сборными Исландии (4:1), Франции (0:2) и Дании (0:3).

## Достижения

### Командные
«Чертаново»
- Победитель Первенства ПФЛ: 2017/18 (зона «Запад»)

«Спартак» (Москва)
- Серебряный призёр чемпионата России: 2020/21
- Бронзовый призёр чемпионата России: 2022/23
- Обладатель Кубка России: 2021/22
- Финалист Суперкубка России: 2022

### Личные
- Лучший дебютант Российской премьер-лиги: 2019 (национальный приз «Первый шаг»)[10]

## Личная жизнь
18 мая 2021 года женился, супруга — блогерша Алина Сабирова. 16 июля 2024 года у пары родилась дочь.

## Статистика
| Выступление      | Выступление      | Выступление      | Лига | Лига | Кубки | Кубки | Еврокубки | Еврокубки | Итого | Итого |
| Клуб             | Лига             | Сезон            | Игры | Голы | Игры  | Голы  | Игры      | Голы      | Игры  | Голы  |
| ---------------- | ---------------- | ---------------- | ---- | ---- | ----- | ----- | --------- | --------- | ----- | ----- |
| Чертаново        | ПФЛ              | 2017/18          | 18   | 0    | 1     | 0     | —         | —         | 19    | 0     |
| Чертаново        | ФНЛ              | 2018/19          | 20   | 2    | 1     | 0     | —         | —         | 21    | 2     |
| Чертаново        | Итого            | Итого            | 38   | 2    | 2     | 0     | —         | —         | 40    | 2     |
| Спартак (Москва) | Премьер-лига     | 2018/19          | 5    | 0    | 0     | 0     | —         | —         | 5     | 0     |
| Спартак (Москва) | Премьер-лига     | 2019/20          | 17   | 0    | 2     | 0     | 2         | 0         | 21    | 0     |
| Спартак (Москва) | Премьер-лига     | 2020/21          | 26   | 0    | 3     | 0     | —         | —         | 29    | 0     |
| Спартак (Москва) | Премьер-лига     | 2021/22          | 17   | 1    | 2     | 0     | 7         | 0         | 26    | 1     |
| Спартак (Москва) | Премьер-лига     | 2022/23          | 12   | 0    | 4     | 0     | —         | —         | 16    | 0     |
| Спартак (Москва) | Премьер-лига     | 2023/24          | 23   | 0    | 11    | 1     | —         | —         | 34    | 1     |
| Спартак (Москва) | Премьер-лига     | 2024/25          | 28   | 3    | 6     | 0     | —         | —         | 34    | 3     |
| Спартак (Москва) | Премьер-лига     | 2025/26          | 5    | 0    | 1     | 0     | —         | —         | 6     | 0     |
| Спартак (Москва) | Итого            | Итого            | 133  | 4    | 29    | 1     | 9         | 0         | 171   | 5     |
| → Спартак-2      | ФНЛ              | 2018/19          | 1    | 0    | —     | —     | —         | —         | 1     | 0     |
| → Спартак-2      | ФНЛ              | 2019/20          | 4    | 0    | —     | —     | —         | —         | 4     | 0     |
| → Спартак-2      | Итого            | Итого            | 5    | 0    | —     | —     | —         | —         | 5     | 0     |
| Всего за карьеру | Всего за карьеру | Всего за карьеру | 175  | 6    | 31    | 1     | 9         | 0         | 215   | 7     |